# Văltjidol
Văltjidol (bulgariska: Вълчидол) är en ort i Bulgarien.   Den ligger i regionen Oblast Varna, i den östra delen av landet, 300 km öster om huvudstaden Sofia. Văltjidol ligger 265 meter över havet och antalet invånare är 3 697.